# 凤凰县

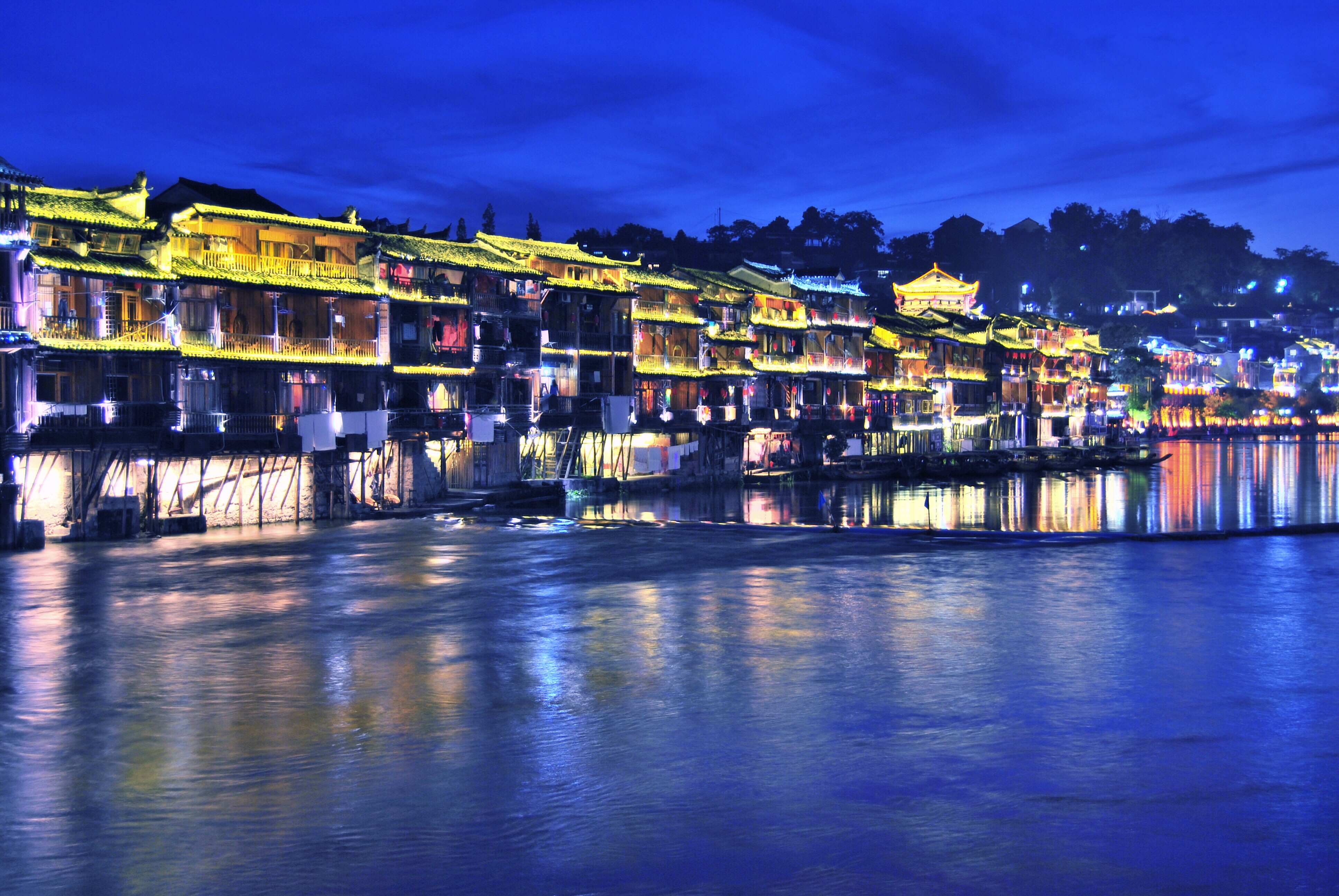
河畔酒家

凤凰县，位于湖南省西部的湘西土家族苗族自治州，地处武陵山脉南部，云贵高原东侧。2001年被授予国家历史文化名城称号。该县在苗语湘西方言中称作“吉寨”，湘西方言苗文：Jib Zhes/tɕi35 tʂai42/。常住总人口約36万人，县人民政府驻沱江镇。区域总面积为1,750.08平方公里。

## 地理
凤凰古城又称沱江古镇，地处湘西丘陵地区，沱江的中下游位置，全县多山地。沱江从西至东横贯凤凰县境中部地区，流经腊尔山、麻冲、落潮井、都里、南华山、沱江镇、官庄、桥溪口、木江坪等9个乡镇。至泸溪县河溪会武水，在武溪镇汇入沅江。干流全长131公里。在凤凰县境长96.9公里，流域面积为732.42平方公里。多年平均流量11.9立方米/秒，自然高差533米。

## 行政区划
凤凰县下辖13个镇、4个乡：
廖家桥镇、茶田镇、吉信镇、腊尔山镇、禾库镇、沱江镇、阿拉营镇、木江坪镇、山江镇、落潮井镇、新场镇、筸子坪镇、千工坪镇、水打田乡、林峰乡、麻冲乡和两林乡。

## 历史
凤凰县自古以来一直是少数民族的聚居之地，历史悠久。这些少数民族中苗族为当地民族，土家族多作为屯兵迁入。《凤凰厅志》记载，夏、商、殷、周以前，这里即为“武山苗蛮”之地。
- 战国时期，属楚疆域。秦昭王三十年（公元前277年）建黔中郡。秦王政统一后，把其所辖的广大地域划分为36郡，凤凰所在的黔中郡即为其一。
- 汉高祖五年（公元前202年）更黔中郡为武陵郡，后几经变革，西汉期间凤凰域归辰阳县辖，西晋归镡成县，东晋改归舞阳县，但一直属武陵郡管辖。
- 隋改辰阳为辰溪
- 唐为渭阳县及诏谕县地
- 《元和郡县志》记载，唐垂拱二年（686年）“在坡山西址设渭阳县”，并载“山甚高，百姓食坡山溪水”。坡山即指凤凰山，坡山西设县城，据考，古县城址就是今黄丝桥古城。古渭阳县址属锦州卢阳郡。
- 元时，统治者为了稳固政权，在渭阳境内设五寨司，五寨长官司驻镇筸（今凤凰县城）。
- 明隆庆三年（公元1569 年），在凤凰山设凤凰营，正德八年（1513年）设镇筸守备。明嘉靖三十三年（1554年）移麻阳参将驻镇筸城。
- 清顺治三年（公元1646年）设协副镇筸将，康熙三十九年（公元1700年）升协为镇，镇筸成为清朝全国六十二镇之一。康熙四十三年（公元1704年）废土司，置凤凰营于今县城，移辰沅靖道驻镇筸。成为全国八十九道之一；雍正七年（公元1729年），于湘西北设永顺府，辰沅靖道改为辰沅永靖兵备道，镇、道员均住凤凰、治辖范围覆盖整个大湘西二十余州县厅，据载，为全国八大兵备道之一。清乾隆五十三年（公元1791年）改凤凰营为厅（散厅），升通判为同知；嘉庆二年（公元1797年） 升散厅为直隶厅。
- 民国二年（1913年）改厅为县，称凤凰县，相沿至今。
- 西元2001年获中华人民共和国国务院特批，成为国家历史文化名城之一。
- 2007年8月13日下午，北京时间16时45分许，凤凰县在建的沱江大桥突然坍塌。此次事故中，64人遇难。
- 2020年中国南方水灾期间，6月29日下午开始，凤凰县境内突然降暴雨，自16点30分至20时，县城降雨量达112.5毫米。在凤凰县城区，部分低洼地带出现积水，部分区域甚至发生内涝。到深夜，沱江凤凰古城河段两岸的河畔景观道路部分被汹涌的洪水淹没，难以行走[4]。

## 政治

### 现任领导
| 机构     | 凤凰县人民政府 县长 | · 中国共产党 · 凤凰县委员会 · 书记 | 凤凰县人民代表大会 常务委员会 主任 | · 中国人民政治协商会议 · 凤凰县委员会 · 主席 |
| -------- | ------------------- | ---------------------------------- | ---------------------------------- | -------------------------------------------- |
| 姓名     | 樊忠清              | 毛家                               | 龙金明                             | 田儒勇                                       |
| 民族     | 苗族                | 土家族                             | 苗族                               | 汉族                                         |
| 出生地   | 湖南省花垣县        | 湖南省永顺县                       | 湖南省凤凰县                       | 湖南省凤凰县                                 |
| 出生日期 | 1975年10月（49歲）  | 1973年10月（51歲）                 | 1966年3月（58—59歲）               | 1968年10月（56歲）                           |
| 就任日期 | 2022年3月           | 2022年1月                          | 2024年2月                          | 2021年10月                                   |

## 人口
2020年末，全县总人口42.11万人，常住人口35.21万人（城镇人口15.49万人，乡村人口19.72万人，全县城镇化率为44%）；在总人口中，少数民族人口33.33万人，占总人口的79.15％；在少数民族人口中苗族24.9万人，占总人口的59.13%。全县出生人口4142人、人口出生率为9.6‰，死亡人口2582人、死亡率为5.98‰，人口自然增长率3.62‰。

## 少数民族
凤凰是多民族聚居县，主要由苗族、土家族、汉族以及回族，以及1949年后中国共产党建立新政权后被分配、派遣到这里工作和其他原因来本县居住的其它民族组成。其中以苗、土家、汉三族为主，苗、土家族等少数民族人口28万人，占总人口的73.26%，多分散在凤凰县各乡、各镇内；汉族10.75万人，占27.74%，多集中居住在凤凰古城内。苗族为本县土著民族，分布形成大集中、小分散局面；土家族一般是与汉杂居。凤凰当地居民主要使用凤凰汉语土语和苗语湘西方言。

### 民族學校
以凤凰县的苗族民族學校——三拱桥乡中心完小為例，2008年开始加強开展「民族民间文化进校园」活动，课程开发集中在歌舞方面（每周一、三、五做苗家花鼓操，二、四做广播体操），其次是苗族体育和苗族美术（如美术课上以剪纸和刺绣代替传统课堂的水彩和颜料，体育课上以苗拳作为课前十分钟的热身训练）。該校本课程开发，学校没有足够的经费支持，主要依靠美国“蒲公英行动”教育基金的支持。而家長與學校追求升学率，也不重視苗族校本課程。

## 交通
- 汽车： 209国道，怀化92公里，吉首52公里。 352国道、 354国道过境。

在长沙汽车西站可以坐高速大巴直达吉首或者凤凰，吉首火车站旁吉首汽车北站有流水车直达凤凰客运总站。
- 火车：焦柳铁路纵贯县境东部。在虹桥桥头有吉首站车票代售点（正规点）可售全国车票。要注意的是在这家代售点旁边有家旅行社也标明是代售点，请注意区分。

北京、石家庄、郑州、襄阳、宜昌、上海、杭州、广州、深圳、湛江、南宁、柳州、昆明、贵阳、长沙方向的旅客可以直接坐火车到吉首，吉首火车站广场和汽车总站有快巴直达凤凰，汽车总站是20分钟一班，1小时左右到达。
凤凰磁浮观光快线在鳳凰古城設站，接驳张吉怀高铁的凤凰古城站。
- 飞机：贵州铜仁凤凰机场，张家界荷花机场

- 2007年8月13日，刚刚竣工的沱江大桥倒塌。[8]

## 物产
农业生产稻谷、玉米、芝麻等，特产大鲵（娃娃鱼）。目前是国家扶贫开发工作重点县。

## 文化和旅游

### 文物古迹
在中华人民共和国成立以前的一百多年里，凤凰古城一直是湘西的政治、经济和文化中心。凤凰古城始建于清康熙四十三年〔西元1704年〕，历经300年风雨沧桑，县城依旧保持了20世纪初的历史风貌。现东门和北门古城楼尚在。城内青石板街道，江边木结构吊脚楼，以及朝阳宫、天王庙、大成殿、万寿宫等建筑，无不具古城特色。县境内的古代苗族民居和吊脚楼等都保存较好。古城外还有唐代的“黄丝桥城”和“南方苗疆长城”等遗迹。
- 沈从文故居
- 沈从文墓
- 熊希龄故居
- 杨家祠堂
- 苗疆长城
- 黄丝桥古城
- 山江苗寨

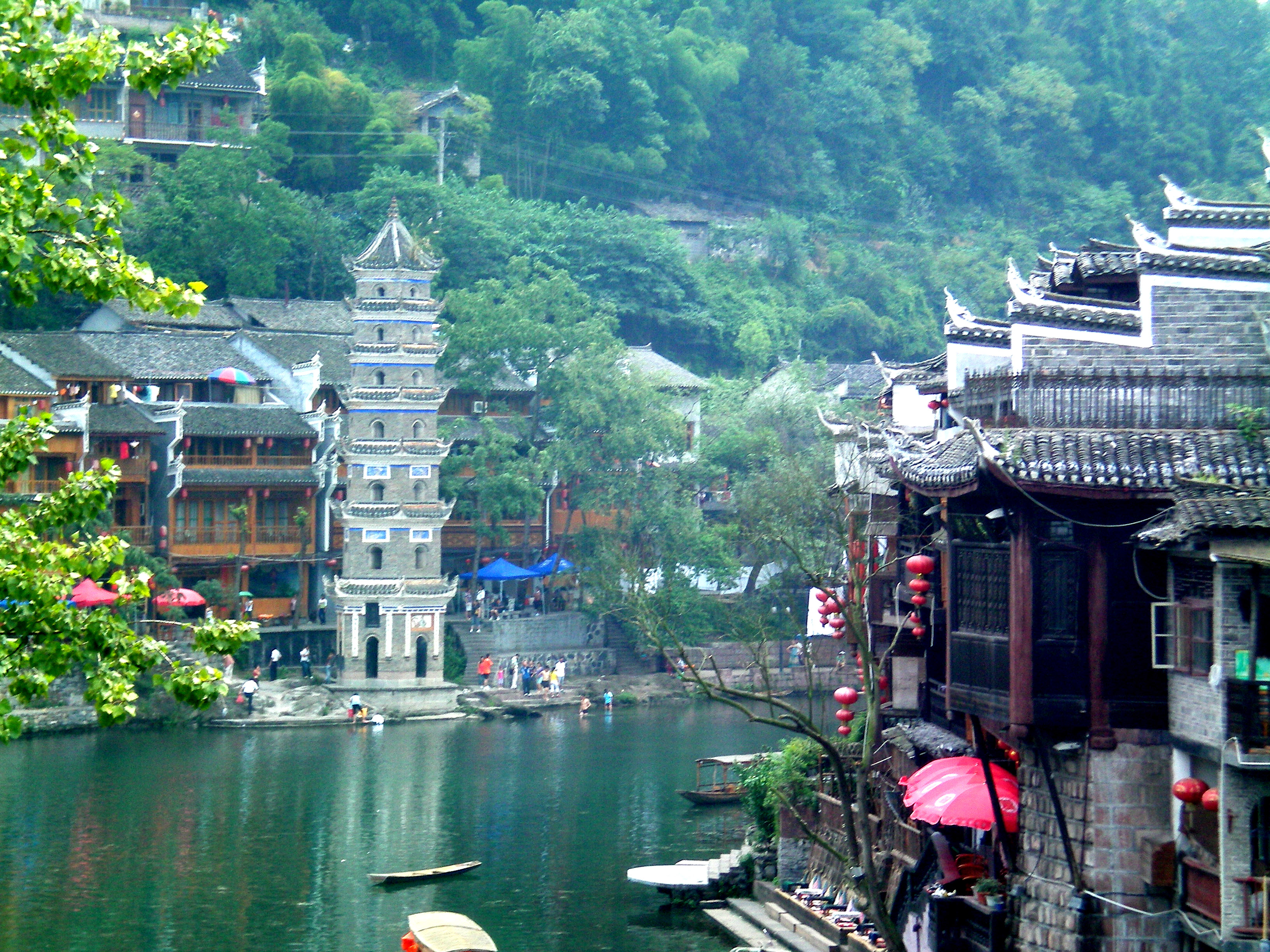
万名塔
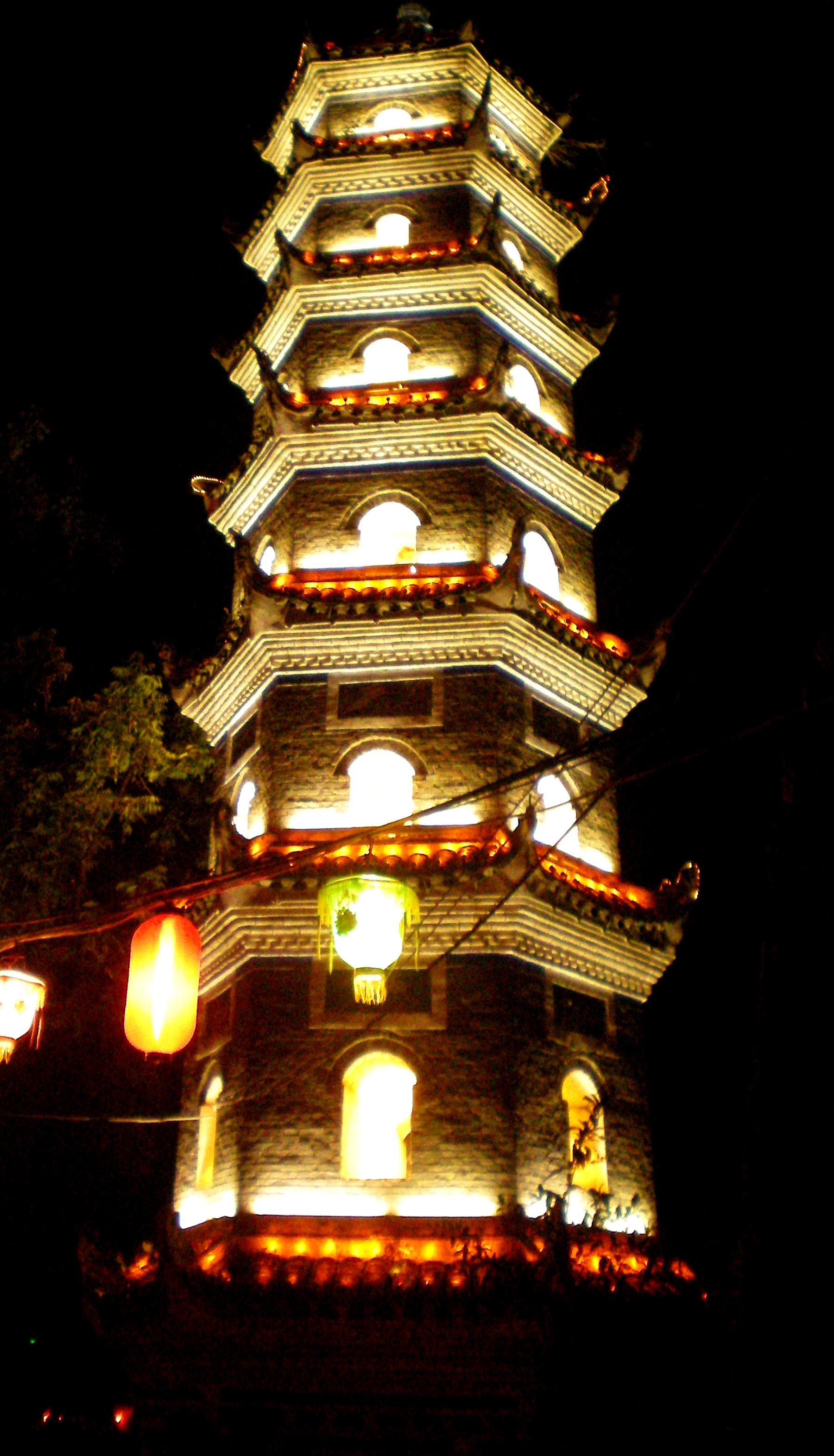
万名塔夜景
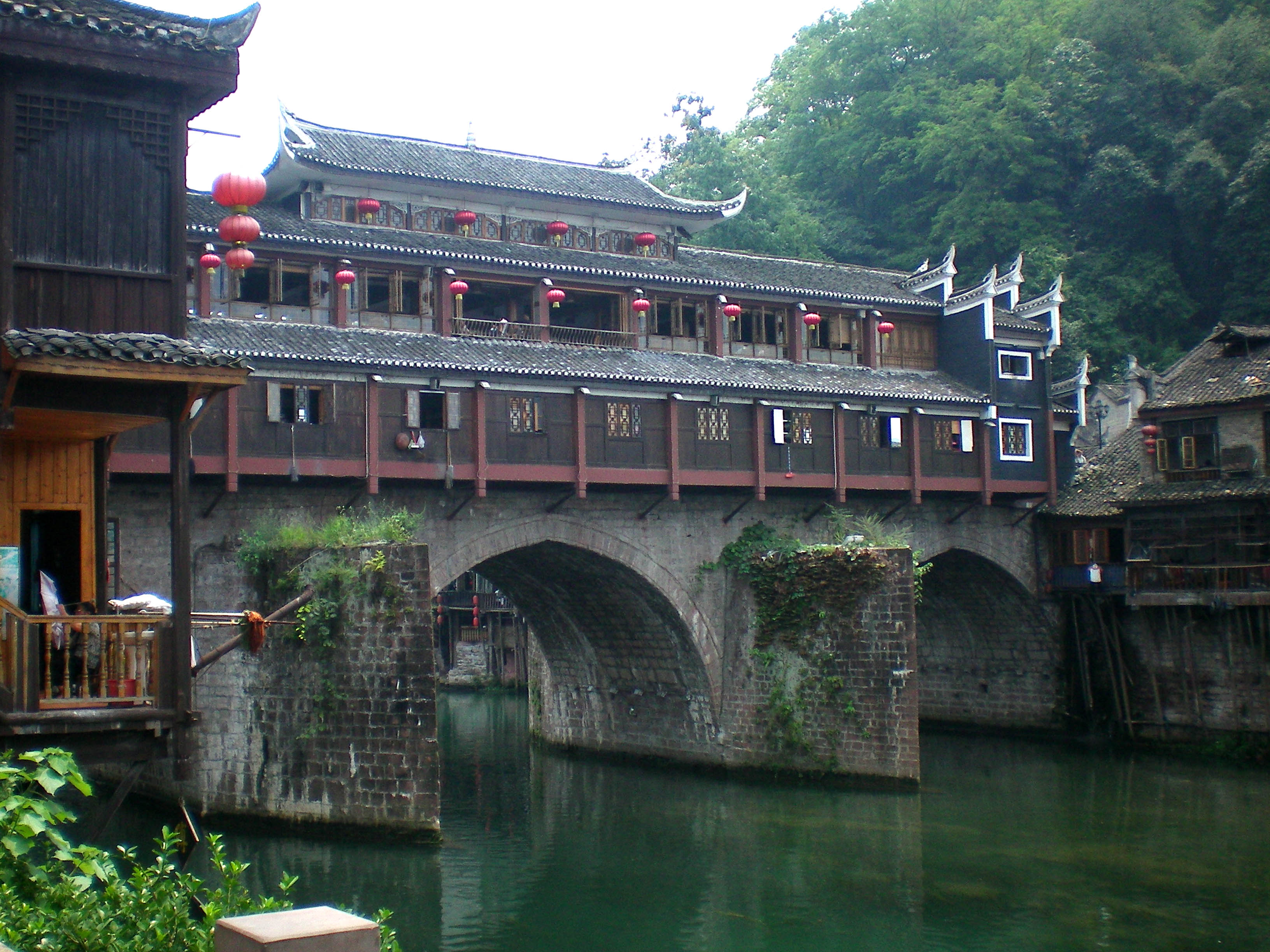
虹桥
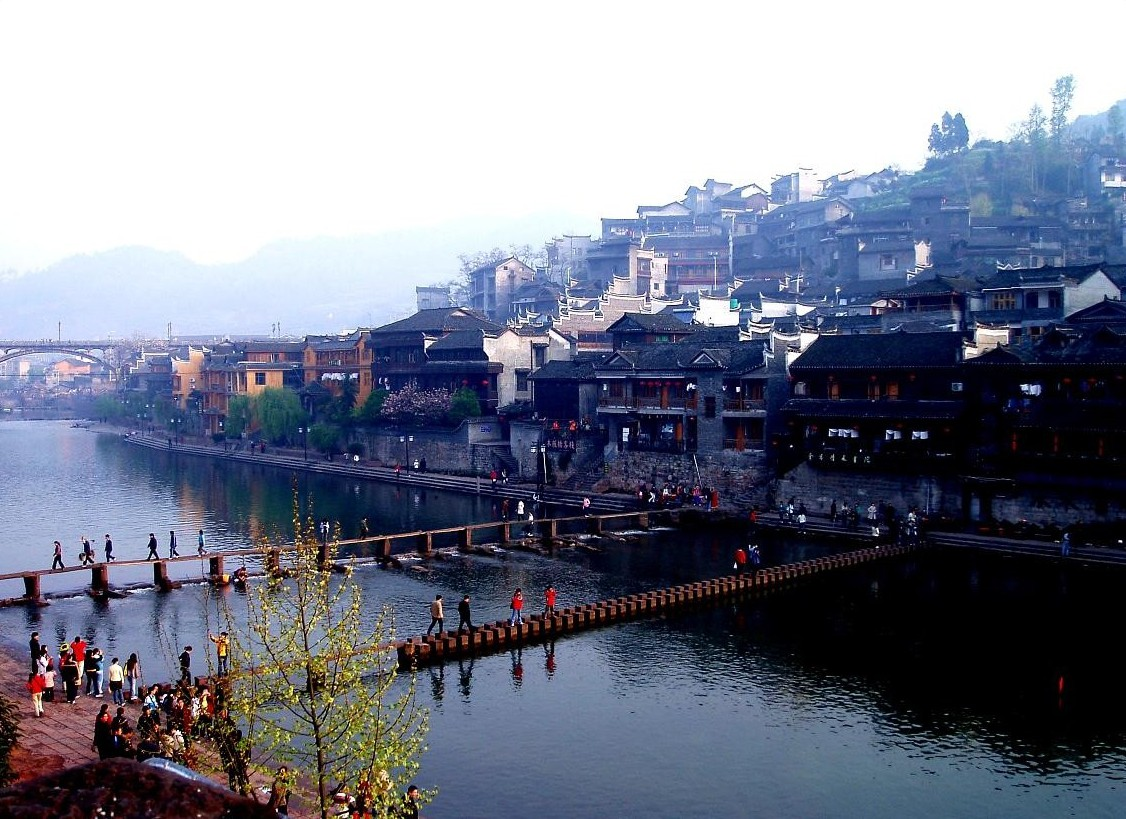
凤凰古镇
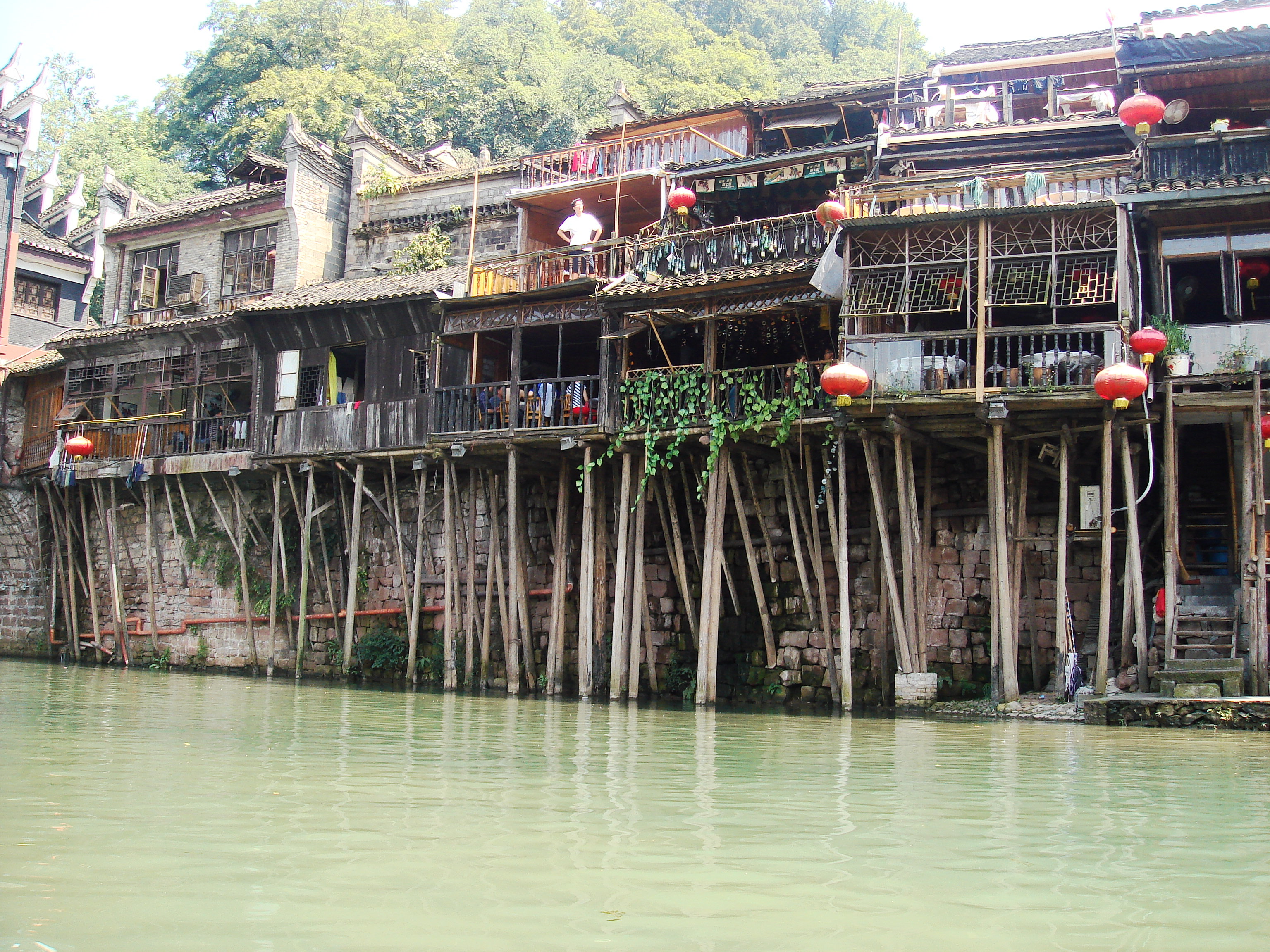
沱江边的吊脚楼

#### 仿制和重建文物古迹问题
凤凰县的多数文物和古建筑在历次现代化进程和政治运动中被改建和拆除。著名画家黄永玉在20世纪80年代回乡省亲时也感叹：风景逝去不再。并为此创作画集——《逝去的风景》。

##### 仿制的文物古迹一览
- 城内青石板街道：古城内的街道本来是青石板铺就。2002年的修缮中全部改为红色的石板。2015年游历时全部又改为青石板

- 沱江河边城墙：这段城墙墙体全部毁坏，只余下部分墙基。1970、80年代在毁坏的城墙墙基上甚至建立起简易民房。直到开发旅游产业后才重新砌墙。

- 其余的城墙：古城其余城墙也是在开发旅游产业中重建的。

- 虹桥：该桥为廊桥结构，材质本为木制，通马车。50年代桥面建筑被完全除掉，桥面被铺就为沥青路面通汽车。旅游开发后重建廊桥桥面部分，材质为现代建筑材料和红色石材，改为步行街，即为现在大家看到的虹桥。

- 大成殿：此建筑主体损毁颇多。本来是园林化建筑格局。本来的面貌是：正殿前是荷花池塘，池塘上建有凉亭一座及通向凉亭的小桥。池塘旁有桂花树两颗，分别是金桂和银桂。正殿为假两层，内雕梁画栋，供奉孔子。最有特色的是该县大成殿的房檐四角上系有铜铃，清风徐徐，铜铃阵阵。但是现在铜铃竟然被摘除。现在该殿只余下多次修复后的正殿。

- 沙湾万名塔：该塔本来是木制结构，在20世纪60年代被拆除。80年代重建，材质为现代建筑材料。

- 八角楼：该楼本来是木制结构，在20世纪60年代被拆除。21世纪的2005年由凤凰民俗园的房地产开发商作为小区的配套设施重建，材质为现代建筑材料。

- 西南门：配合从文广场建设新建的城门。查遍历史记载和问询本土老年人，开发前的凤凰古城从来没有过西南门，历史上也没有过。

### 赶场

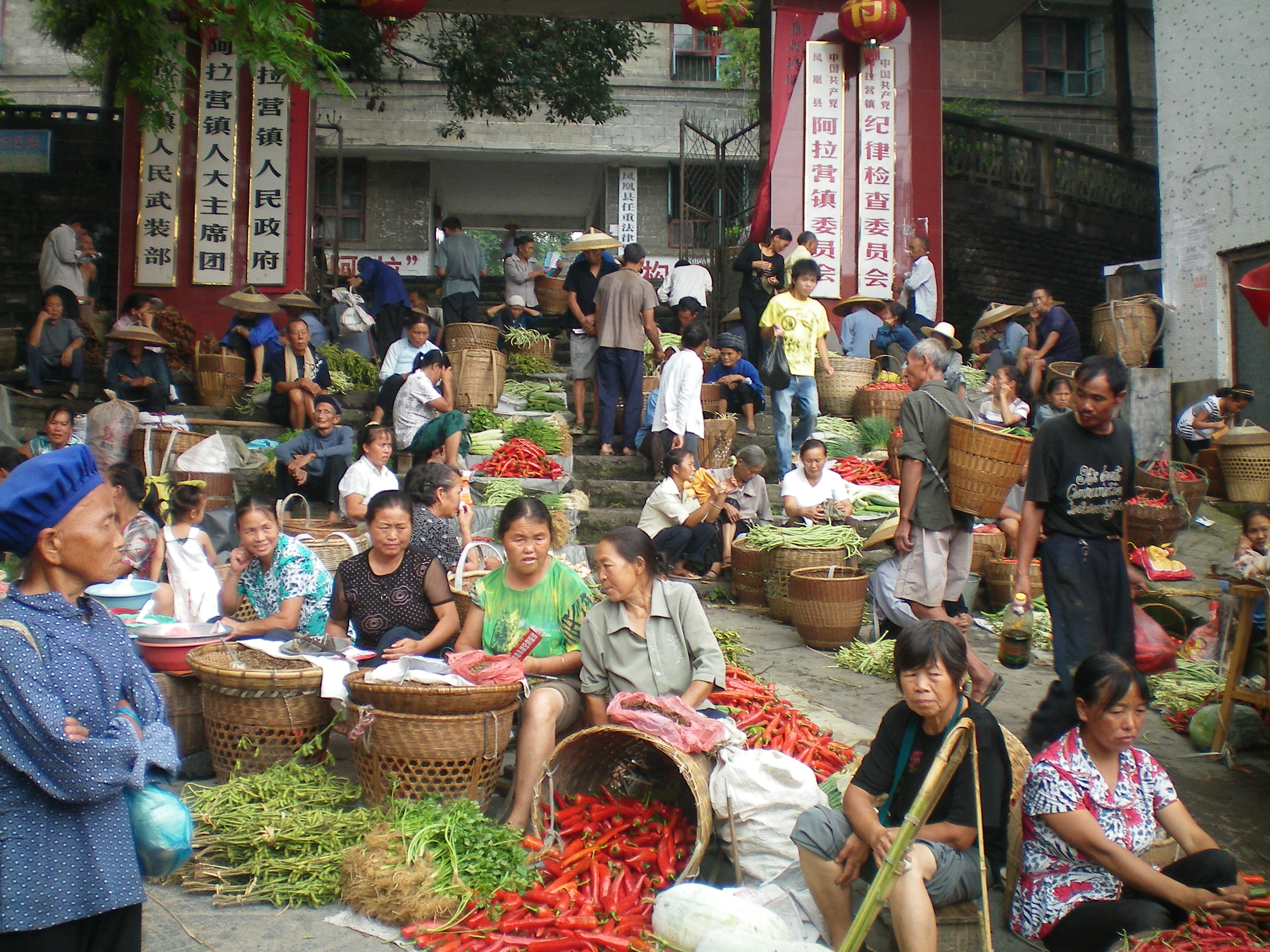
阿拉营赶场

凤凰苗寨赶集，称之为赶场，五天一场。腊尔山、禾库、山江皆是苗族场，不光附近几个苗寨来此赶集，凤凰、吉首、麻阳、贵州松桃、铜仁、重庆秀山的商贩也常来此交易。可谓“三省赶一场”，物品多，价格便宜，民族手工品精湛。
- 廖家桥：逢农历三、八
- 阿拉营：农历赶二、七 (全县最大的墟场)
- 吉信：  农历赶五、十 (全县第二大墟场，交通便利，吉凤公路贯穿全境)
- 山江：  农历赶三、八 (苗族集场)
- 腊尔山：农历赶二、七 (苗族集场)
- 禾库：  农历赶一、六 (苗族集场)

### 旅游产品
凤凰薄饼、血粑鸭、腊肉、板栗、蜡染、银饰、朱砂、姜糖、糯米酒

### 传统戏剧
- 傩堂戏：傩(音：nuó)堂戏是表现驱疫、避邪、祈福、纳吉的舞蹈，一种古老而原始的祭神戏剧。傩堂戏节奏明快、曲调流畅，内容丰富、结构紧凑、用当地土语唱出，朴实自然，通俗易懂，曲调优美流畅，深受民众喜爱。傩堂戏最为鲜明的特色是没有文戏伴奏，只有武戏配音。凤凰最原始古老的剧种。
- 茶灯戏：是劳动者欢庆丰收。赞美生活、歌颂爱情的一种民间歌舞剧。茶灯分为文茶灯和武茶灯两种，是凤凰古城独有的地方民间曲艺艺术、音乐自然流畅动听。茶灯没有悲苦戏，都是喜剧、诙谐风趣，深受民众喜爱。
- 阳戏：阳戏是正月阳春演出的歌舞小戏，曲调唱腔都从山歌小调发展演变而来。音乐丰富多样，技巧通俗简单。表演带有浓郁的生活气息，表现出独特的地方风味。是一种具有当地民族风格和特点的地方戏。

### 旅館住宿
- 天下凤凰大酒店
- 国际青年旅舍
- 燕子屋

## 争议
- 自2013年4月10日起，凤凰县政府以整合与规范管理为由，向所有出入古城的非古城居民征收入城费[9]。此举推出时广受争议，起效当日曾经引起商铺罢市抗议[10]。
- 2016年3月27日，凤凰县政府常务会议和中共凤凰县委常委（扩大）会议研究决定，从2016年4月10起取消进城门票，但是单个景点门票仍需购买。[11]